# Panéhésy (fils royal de Koush)
Pour les articles homonymes, voir Panéhésy.
Panéhésy, est un vice-roi de Koush sous le règne de Ramsès XI, le dernier roi de la XXe dynastie égyptienne.

## Sources
Il est mentionné dans les sources suivantes :
- son nom apparaît dans les premières lignes très abîmées du verso du Pap. BM 10053. Ce texte est daté d'une année 9 anonyme, qui découle du règne de Ramsès XI, mais pourrait être attribuée soit à son « année 9 » réelle, soit alternativement à « l'année 9 du whm mswt », une « ère de la Renaissance » quelque peu énigmatique que ce roi a commencée dans sa 19e année de règne. Dans ce dernier cas, ce texte serait en fait issu de sa 27e année de règne. Cette mention a souvent été prise comme preuve que Panéhésy était en fonction au moment de cette « année 9 » et a pris part au procès qui est décrit dans le document. Cependant, il a été souligné qu'il s'agit d'une interprétation excessive de la preuve : le titre associé au nom a disparu, donc le nom n'étant pas rare, rien ne prouve qu'il s'agit bien du vice-roi, le contexte étant trop abîmé pour savoir comment le nom fonctionnait dans le texte. Il ne peut être exclu que le nom puisse avoir fait partie d'une référence à une période du passé récent (par exemple « l'époque où Panéhésy a supprimé le Grand Prêtre », plutôt qu'à un participant réel aux procédures[1].
- dans le papyrus fiscal de Turin, issu de  l'année 12 de Ramsès XI (encore une fois, soit la véritable « année 12 » ou « l'année 12 du whm mswt »), il est mentionné comme vice-roi de Koush. Il ressort clairement de la source qu'il était en poste à l'époque.
- en l'an 17 de Ramsès XI, il est mentionné en sa qualité de vice-roi de Koush dans une lettre que le roi lui a écrite (voir l'image en tête de cet article)[2].
- dans les sources des deux premières années du Whm Mswt (équivalant à peu près aux années 19 et 20 de Ramsès XI), il est décrit comme « un ennemi public et quelqu'un de lointain, appartenant au passé »[3]. Ces sources sont : Pap. Mayer A 13, B3; Bouillie. BM 10052, 10,18 ; Bouillie. BM 10383, 2,5.
- dans la lettre ramesside tardive n° 28 (Pap. BM 10375) à partir d'un an 10 (sans risque attribuable au whm mswt), il est mentionné que le général et grand prêtre Piânkh est sur le point « d'aller à la rencontre de Panéhésy ».

## Action contre le grand prêtre Amenhotep
Au cours du règne de Ramsès XI, Panéhésy a réussi à retirer temporairement le grand prêtre thébain d'Amon, Amenhotep de ses fonctions. Cette action est souvent appelée « la guerre contre le Grand Prêtre » ou « la suppression du Grand Prêtre Amenhotep ». Cependant, dans une étude très détaillée, Kim Ridealgh a montré que la traduction traditionnelle « suppression » du terme égyptien « thj » est trompeuse, puisqu'elle suggère qu'Amenhotep a été en quelque sorte assiégé et/ou privé de sa liberté. Le terme désigne plutôt un acte d'agression plus général. Par conséquent, une traduction plus neutre comme « transgression contre le Grand Prêtre » est à préférer.
Bien que cette « transgression contre le Grand Prêtre d'Amon » ait été datée assez tôt dans le règne (avant l'an 9 du règne, sur la base du Pap. BM 10053), récemment, l'opinion majoritaire a changé pour considérer qu'elle n'a eu lieu que peu de temps avant le début de la Whm Mswt ou « Renaissance », une ère qui a été inaugurée en l'an 19 du règne, probablement pour souligner le retour à des conditions normales après le « coup d'État de Panéhésy ».

## Panéhésy et Piânkh
À la suite de sa « transgression », Panéhésy est chassé de la Thébaïde, bien que l'on ne sache pas tout à fait qui a mis fin à cette période anarchique. Il semble que Panéhésy a plus ou moins maintenu sa position en Nubie pendant plus d'une décennie.
Une dizaine d'années après ces événements, en l'an 10 du Whm Mswt, le grand prêtre d'Amon Piânkh, en sa qualité de vice-roi de Koush, mena une armée en Nubie dans le but apparent de « rencontrer » un certain Panéhésy, probablement l'ancien vice-roi de Koush. Bien qu'il soit souvent postulé que le but de cette expédition était d'attaquer Panéhésy, cela n'est en aucun cas certain. Le verbe utilisé a le sens plus général « aller vers » plutôt que « attaquer ». Le déterminatif négatif qui était utilisé dans les papyrus du pillage des tombeaux pour le désigner comme ennemi est absent,. D'autres égyptologues ont suggéré que Piânkh était peut-être plutôt parti vers le sud pour négocier avec Panéhésy, officiellement ou non. Les sources sont en fait ambiguës sur ce point et le climat politique a peut-être changé au fil des années. Il existe des preuves qu'à cette époque, Piânkh n'était peut-être plus un serviteur fidèle de Ramsès XI, ce qui permet la possibilité qu'il négociait secrètement avec Panéhésy,, complotant peut-être même contre le roi régnant.
E. Wente écrit : « On a l'impression que le vice-roi et ses troupes nubiennes étaient loyalistes, car les propos tenus par son adversaire Piânkh dans la lettre n° 301 sont assez dénigrants envers le pharaon Ramsès XI. Dans cette lettre, mieux connue sous le nom de LRL no. 21, Piânkh remarque : « Quand [sic] au pharaon comment atteindra t'il [sic] cette terre ? Et de qui est-il encore le supérieur ? »
 
Malheureusement, en raison de la nature très limitée des sources, les relations exactes entre les trois principaux protagonistes, Piânkh, Panéhésy et Ramsès XI restent loin d'être claires. Certains érudits pensent que la campagne nubienne faisait partie d'une lutte de pouvoir en cours entre le grand prêtre d'Amon et le vice-roi de Koush. Cependant, il est également possible que Piânkh soit venu au secours de Panéhésy contre un ennemi commun. En fait, ni le but de l'expédition ni son issue ne sont hors de doute. Il a également été avancé que peu de temps après, Piânkh avait disparu de la scène, le vice-roi Panéhésy étant réinvesti dans son ancien poste de vice-roi, ce qui ne serait possible qu'avec le consentement de Ramsès XI, volontairement ou non.
Il semble que Panéhésy soit mort de vieillesse alors qu'il contrôlait encore la Basse-Nubie. Il a été enterré à Aniba, où une tombe portant son nom a été découverte.